# Albys Vallis
L'Albys Vallis è una struttura geologica della superficie di Venere.